# قرص مص للحلق

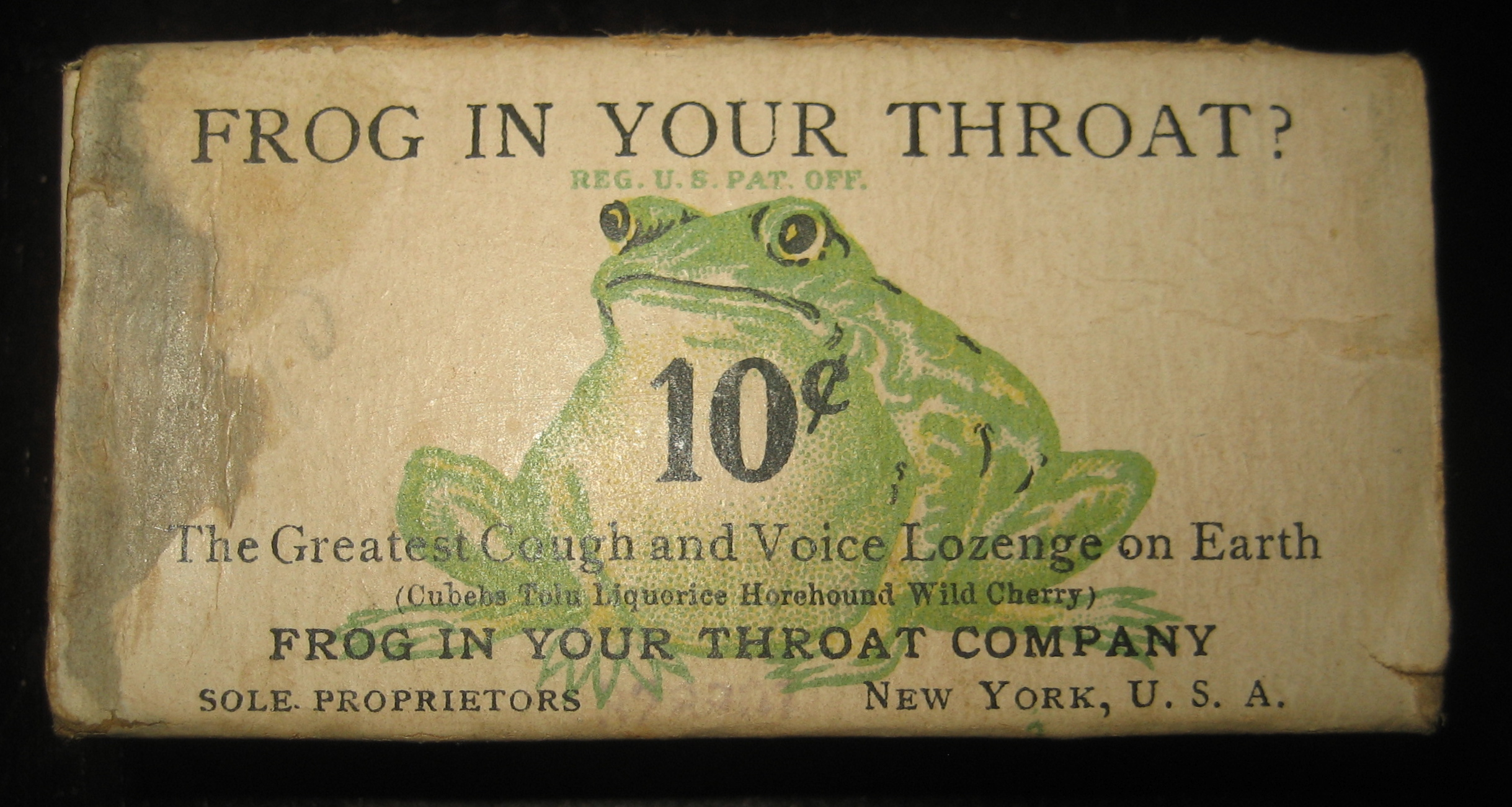
علامة "الضفدع في حلقك" (Frog In Your Throat) التجارية في أوائل القرن العشرين

قرص مص للحلق (بالإنجليزية: Throat lozenge)‏ أو قرص استحلاب أو مستحلب أو قرص السَعلة أو قرص السُعال أو القُرْصة أو السُكّريّة أو الحبة السكرية أو حلوى السَعلة (بالإنجليزية: Cough sweet)‏، هي أقراص صغيرة عادةً ما تكون ذات فائدة علاجية، حيثُ تذوب في الفم بشكلٍ بطيء مما يُساعد بشكل مؤقت على وَقف السُعال وَتليين وتلطيف أنسجة الحَلق، وعادةً ما تستخدم مع التهاب البلعوم وَالزُكام وَالإنفلونزا.

## المُكونات
قد تحتوي هذه الأقراص على مادة البنزوكاين (مادة مخدرة) أو زيت اليوكالبتوس، أما الأقراص غير المحتوية على منثول فهيَ إما تحتوي على غلوكونات الزنك أو البكتين كملطف فموي، وأيضاً العديد من العلامات التجارية لهذه الأقراص تحتوي على ديكستروميثورفان.
كما أنَّ هُناك أصناف أُخرى مِثل أقراص هولز تحتوي على منثول وَزيت النعناع وَ/أو نعناع مدبب كمكون فعال، كما تتوافر أيضاً أقراص مص العسل.

## التاريخ

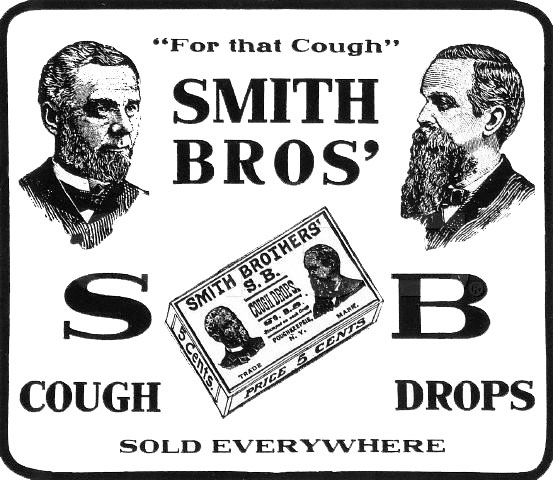
علامة "سميث براذرز" التجارية

يعود تاريخ استعمال أقراص المَص بغرض التليين والتلطيف إلى العام 1000 قبل الميلاد عندَ الأسرة العشرين في مصر، حيثُ صنعوا هذه الأقراص من العَسل مع نكهة الحمضيات وَالأعشاب والتوابل، وفي القرن التاسع عشر اكتشفَ الأطباء المورفين وَالهيروين والتي ساعدت في وقف السُعال من المَكان الأصل (الدِماغ)، ومن العلامات التجارية في ذلك الوقت أقراص السَعلة سميث براذرز والتي تم الإعلان عنها لأول مرة في عام 1852، وأقراص لودن في عام 1879، وفيما بعد تطورت علاجات وطرق بديلة لتجنب إدمان الأفيون.

## العلامات التجارية
هُناك العديد من العلامات التجارية لأقراص المص للحلق، مِنها:
- سيباكول
- كلورسبتك

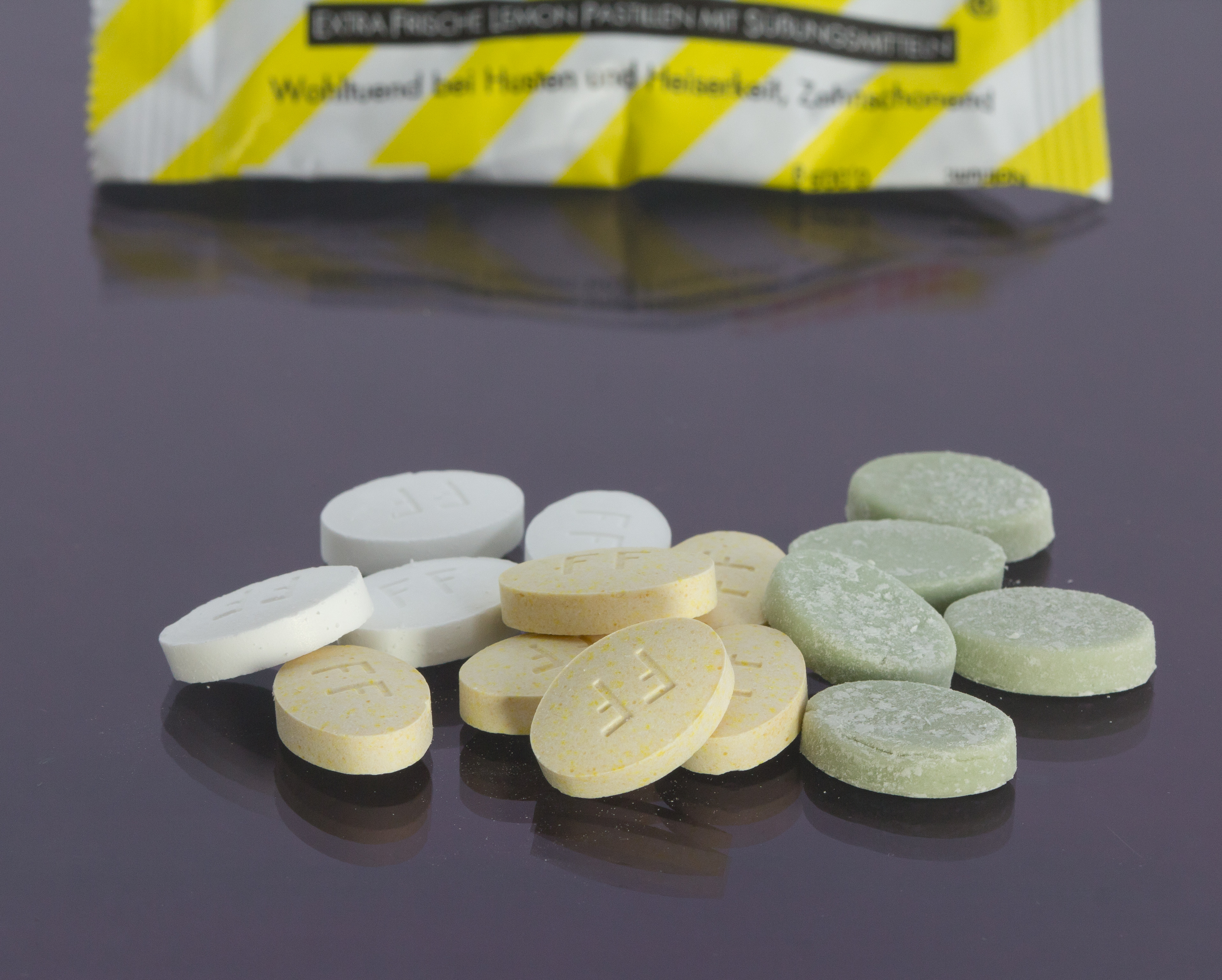
فشرمان فرند
- هولز
- لكيرول
- لوكيتس
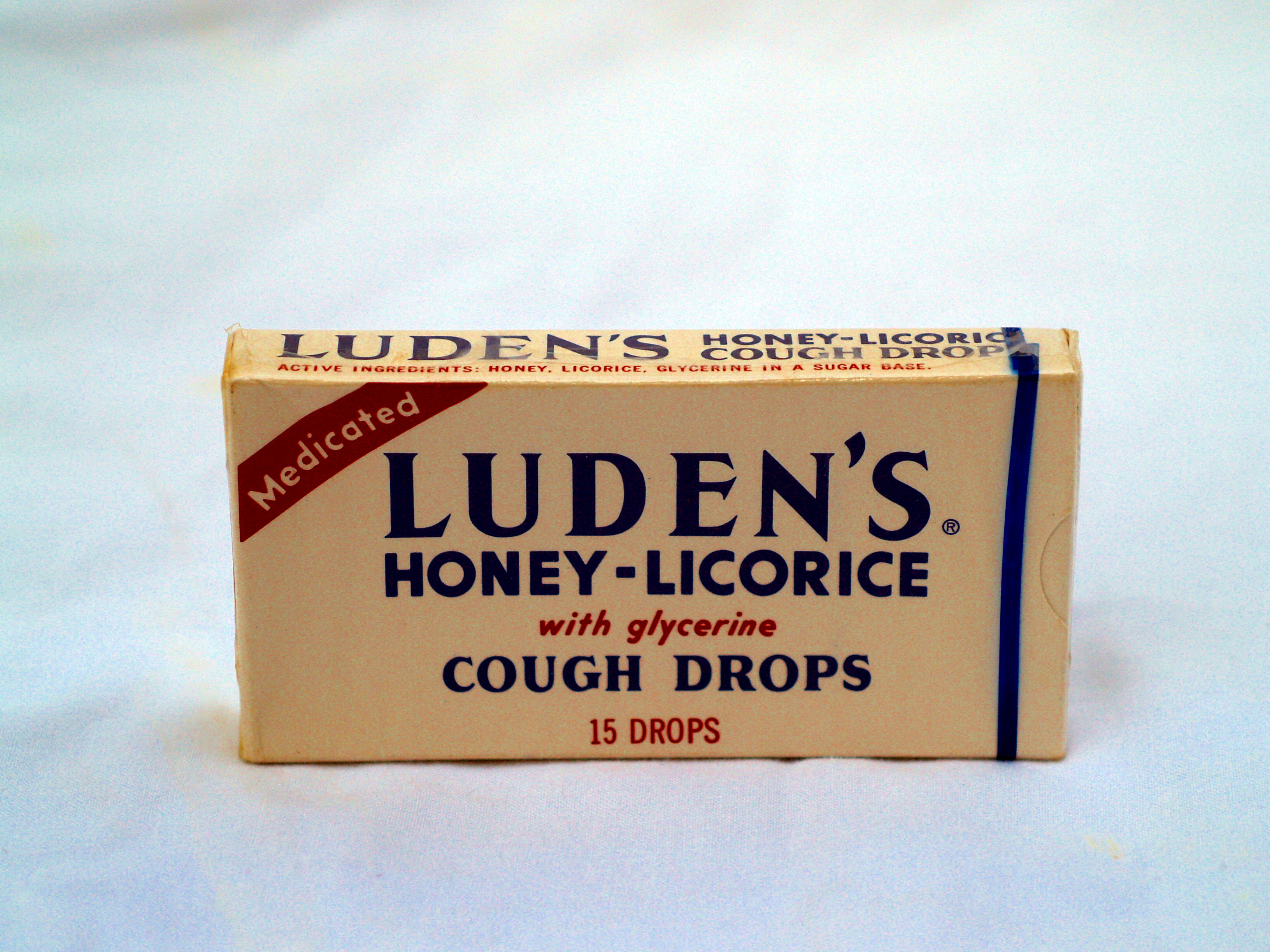
لودن
- باين بروس
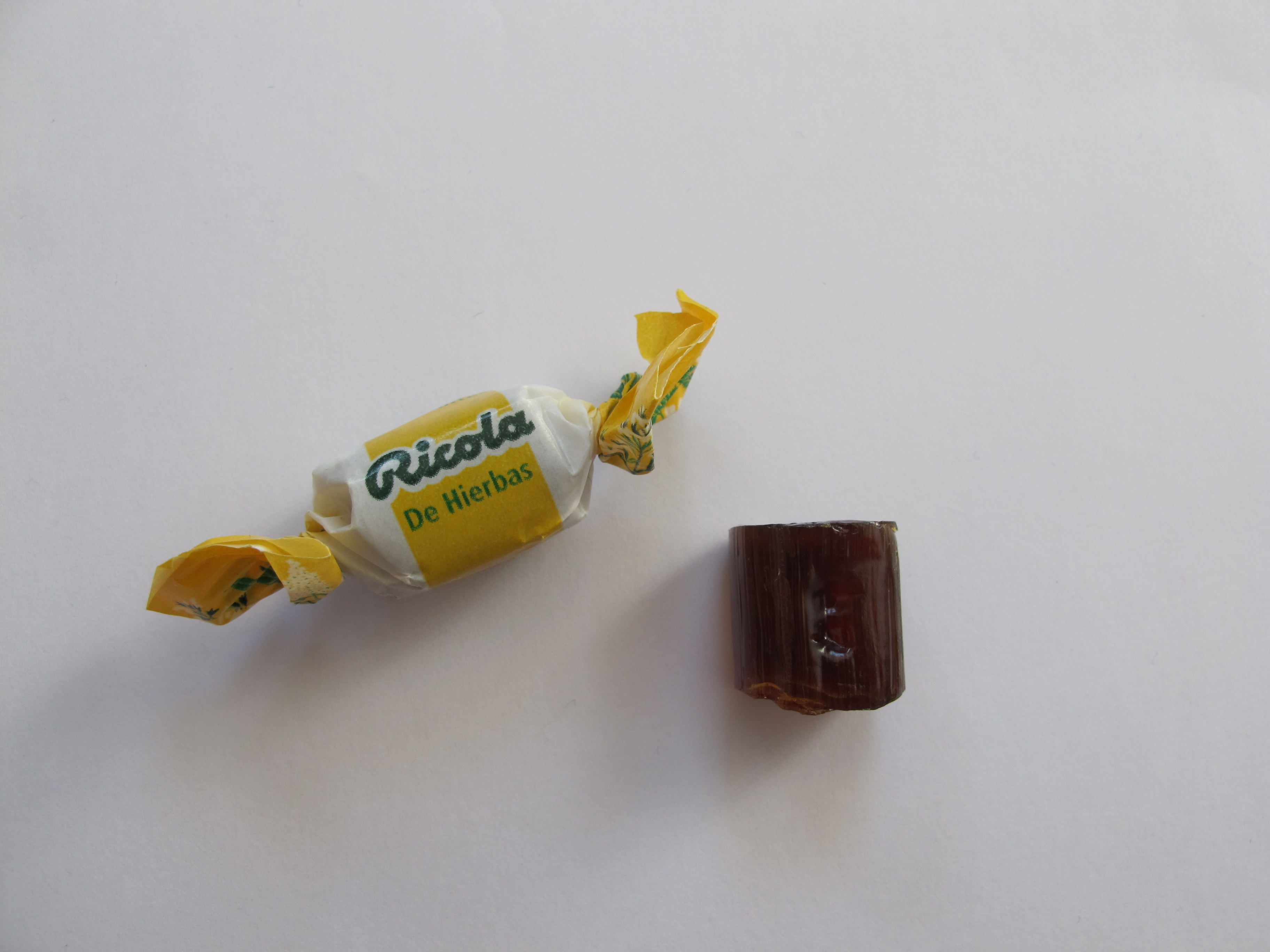
ريكولا
- روبتوسين
- سميث براذرز
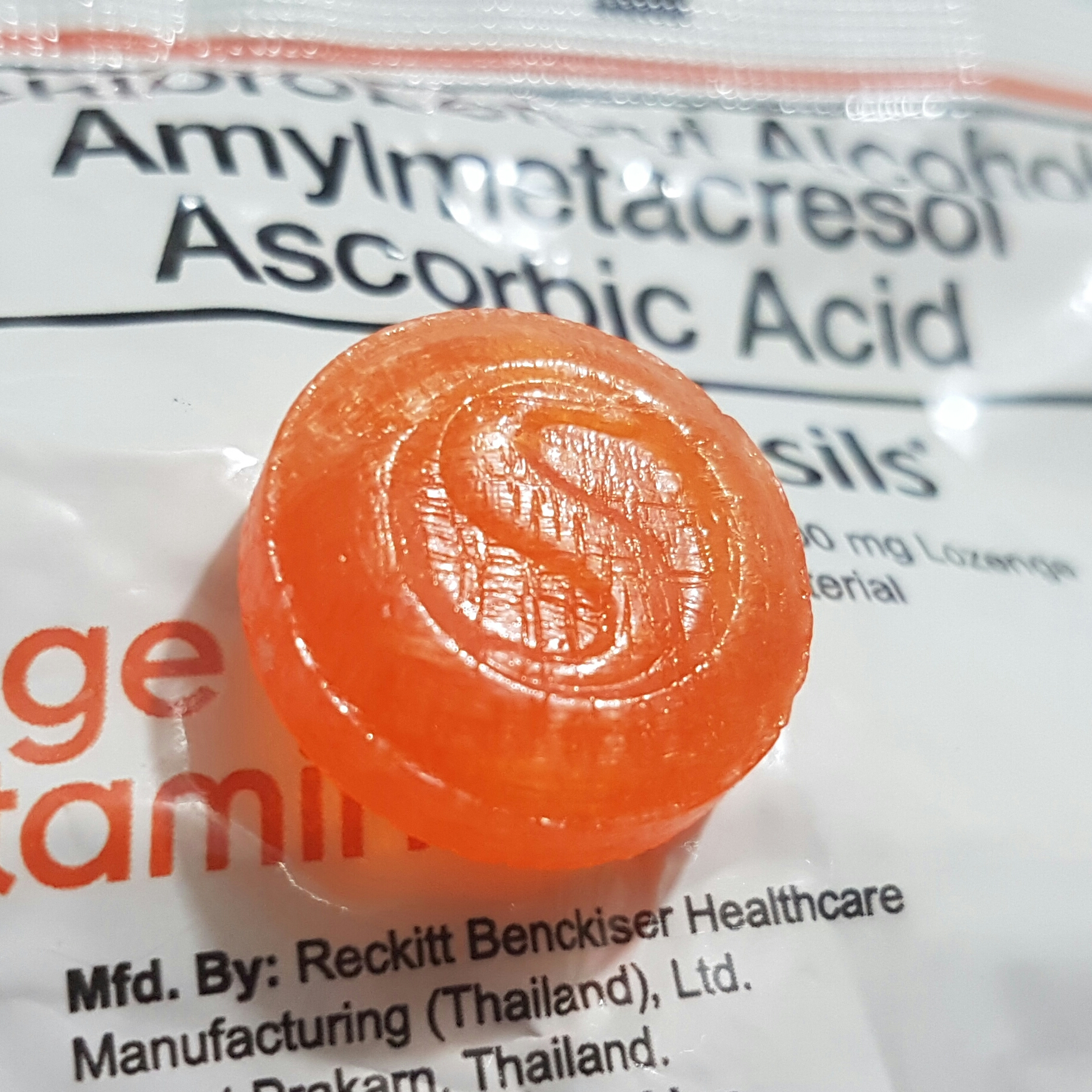
ستربسلز
- سوكريتس
- تروكيتس
- تونز
- فكس
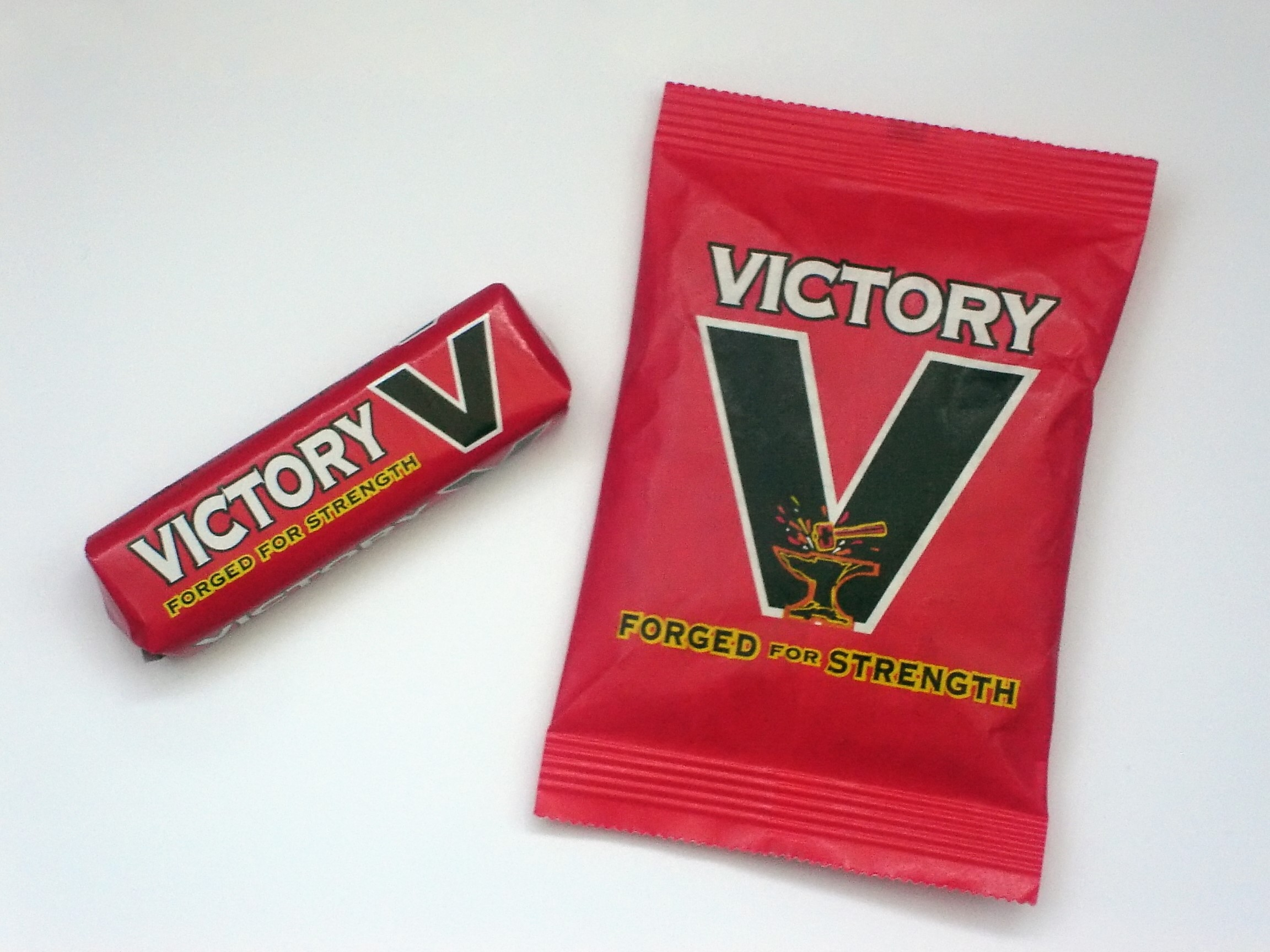
فكتوري في
- فيجرويدس

- فشرمان فرند
- لودن
- ريكولا
- ستربسلز
- فكتوري في

## روابط خارجية
- مكونات قرص مص الحلق، صحة كندا.